# Jáchymov
Jáchymov (Duits: Sankt Joachimsthal) is een stadje met circa 2300 inwoners (2021), op een gemiddelde hoogte van 672 meter, in de Tsjechische regio Karlsbad in het Ertsgebergte, dicht bij de grens met Duitsland.
In de 16e eeuw werd zilver gevonden in de omgeving van Jáchymov. Dit zorgde voor een opbloei van het stadje. In Jáchymov werden munten geslagen, deze munten werden Joachimsthalers, of kortweg thalers genoemd. De daalder en de dollar ontlenen hieraan hun naam. In 1873 brandde Jáchymov vrijwel geheel af. Naast zilver werden in Jáchymov vanaf de 19e eeuw verschillende andere metalen gewonnen, waaronder nikkel, bismut en uranium. In het begin van de 20e eeuw ontdekte Marie Curie het element radium in erts afkomstig uit Jáchymov, wat aanleiding was tot een Nobelprijs.
Tijdens de communistische overheersing van Tsjecho-Slowakije was er een gevangenenkamp gevestigd in Jáchymov. De gevangenen moesten werken aan de winning van uranium. De levensverwachting van de gevangenen was er slechts 42 jaar. Jáchymov is thans een kuuroord. Het water in het kuuroord bevat het radioactieve radon. Jáchymov ligt aan de route van Karlsbad (Karlovy Vary) naar Chemnitz (in Duitsland).
In de omgeving van Jáchymov bevinden zich onder andere de Klinovec (de hoogste top van het Ertsgebergte) en de Plešivec (Plessberg).

## Geboren in Jáchymov
- David Funck (1648-1701), componist

## Gewoond in Jáchymov
- Georgius Agricola (1490-1555), Duits geleerde, was stadsarts in Jáchymov
- Nikolaus Herman (±1500-1561), Duits schrijver

## Afbeeldingen

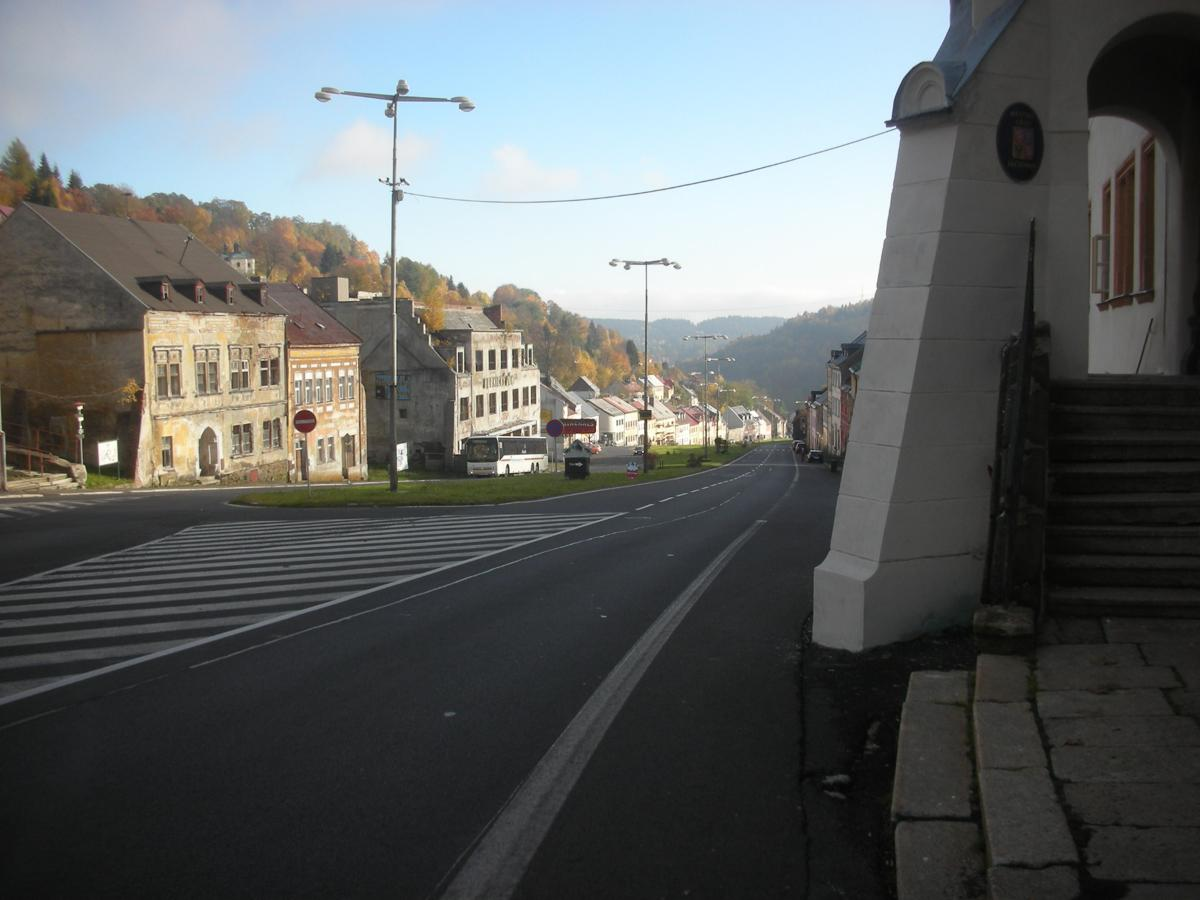
Doorgaande weg door het stadje
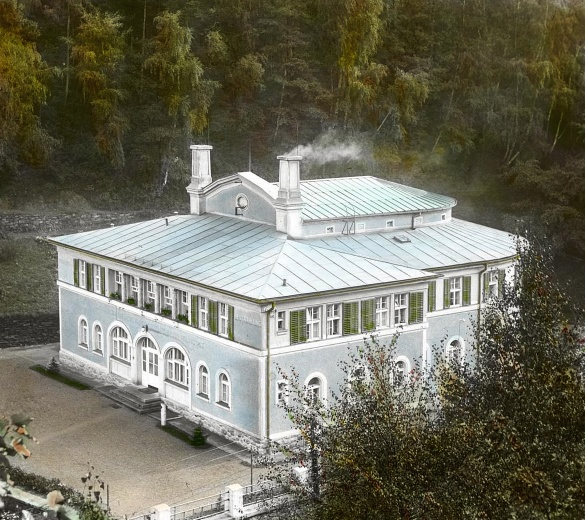
Kuuroord Jáchymov

Abertamy · Andělská Hora · Bečov nad Teplou · Bochov · Boží Dar · Božičany · Bražec · Březová · Černava · Čichalov · Dalovice · Děpoltovice · Doupovské Hradiště · Hájek · Horní Blatná · Hory · Hroznětín · Chodov · Chyše · Jáchymov · Jenišov · Karlsbad (Karlovy Vary) · Kolová · Krásné Údolí · Krásný Les · Kyselka · Merklín · Mírová · Nejdek · Nová Role · Nové Hamry · Ostrov · Otovice · Otročín · Pernink · Pila · Potůčky · Pšov · Sadov · Smolné Pece · Stanovice · Stráž nad Ohří · Stružná · Šemnice · Štědrá · Teplička · Toužim · Útvina · Valeč · Velichov · Verušičky · Vojenský újezd Hradiště · Vojkovice · Vrbice · Vysoká Pec · Žlutice